# メジルシの記憶
「メジルシの記憶」（メジルシのきおく）は、V6の22枚目のシングル。2003年3月19日にavex traxから発売された。

## 解説
今作で、デビューシングル「MUSIC FOR THE PEOPLE」～「Feel your breeze/one」まで記録していた、オリコンシングル連続ベスト3入り記録が、21作連続で一旦途切れてしまったが、次作「Darling」で初登場1位を記録してから連続ベスト3入りを記録しているので、連続ベスト5入りということでは、デビューから51作連続の記録を維持している。
コピーコントロールCDでの発売。
初回限定盤には16Pのブックレット付き。

## 収録曲
1. メジルシの記憶 [4:30]
作詞：S.O.S・小林夏海
作曲・編曲：山口寛雄
  - 2003年・有線ブロードネットワークス（現：USEN）・CANシステム共同推薦曲

発売以来、シングル曲で唯一ライブ披露されていない曲であったが、2015年開催全国ツアー『V6 LIVE TOUR 2015 -SINCE 1995〜FOREVER-』で初披露となった。
2. screaming [5:34] - 20th Century
作詞：mavie
作曲：森広隆
編曲：西脇辰弥
3. メジルシの記憶（Starlight Serenade Ver.）[4:41]
編曲：松原憲
  - 表題曲のアレンジバージョン
4. メジルシの記憶（KARAOKE）

## 収録アルバム
- 『∞ INFINITY 〜LOVE & LIFE〜』（#1）
- 『Replay〜Best of 20th Century〜』（スペシャル盤）（#2）
- 『Very best II』（#1）
- 『SUPER Very best』（#1）